# Brett Dailey
Pour les articles homonymes, voir Dailey.
Brett Adrian Dailey est un joueur canadien de volley-ball né le 11 novembre 1983 à Cherry Hill N.J (États-Unis). Il mesure 1,99 m et joue au poste de central.

## Clubs
| Club                 | De        | À         |
| -------------------- | --------- | --------- |
| VBC Sursee           | 2007-2008 | 2007-2008 |
| TV Amriswil          | 2008-2009 | 2009-2010 |
| Santasport Rovaniemi | 2010-2011 | 2011-2012 |
| GFC Ajaccio          | 2012-2013 | 2018-2019 |
| VC Fentange          | 2019-2020 | ...       |

## Palmarès

### Club
- Championnat de Suisse (2)
  - Vainqueur : 2009, 2010
- Coupe de Suisse (1)
  - Vainqueur : 2010
- Championnat de Finlande (1)
  - Vainqueur : 2011
- Coupe de Finlande (1)
  - Vainqueur : 2011
- Coupe de Finlande
  - Finaliste : 2012
- Coupe de France (2)
  - Vainqueur : 2016, 2017
- Supercoupe de France (1)
  - Vainqueur : 2016
  - Finaliste : 2017

### Distinctions individuelles
- Meilleur contreur du championnat de Finlande 2012